# Молюцела гладка

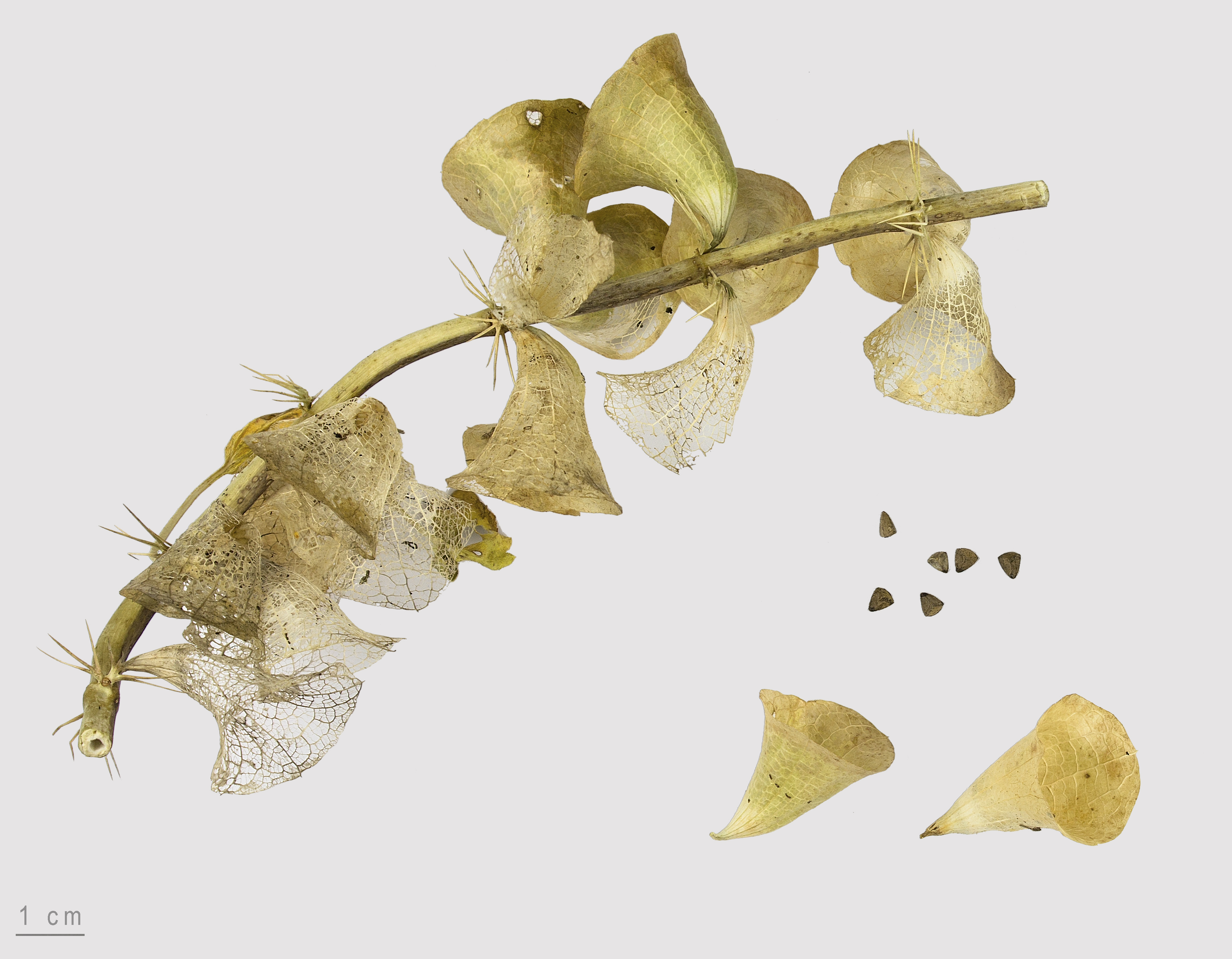
Moluccella laevis — Тулузький музей

Молюцела гладка або ірландські дзвоники (лат. Moluccella laevis) — типовий вид роду рослин молюцела родини глухокропивові (Lamiaceae).

## Поширення
- Азія
  - Кавказ: Вірменія; Азербайджан
  - Середня Азія: Туркменістан
  - Західна Азія: Афганістан; Кіпр; Іран; Ірак; Ізраїль; Йорданія; Ліван; Сирія
- Європа
  - Східна Європа: Україна

## Ботанічний опис
Гілляста однорічна рослина заввишки 75-90 см з округлими, зубчастими по краю листками.
Квітки дрібні, білі, слабо ароматні, занурені у блідо-зелену чашечку, яка має форму лійки. Суцвіття — щільний колосок.
Насінини сіро-коричневі, чотиригранні, схожі на гречку.
Цвітіння триває з кінця червня до осені.

## Застосування
Вирощують як декоративні рослини. Використовують у міксбордерах, де вона служить зеленим фоном для інших культур. Але основне застосування — зрізка для літніх букетів як оригінальне доповнення до звичних садових квітів. Прекрасна рослина для зимових композицій. У засушеному стані чашечки квітів зберігають форму та зелений колір.